# Tom Jones (opéra-comique)
Pour les articles homonymes, voir Tom Jones et Jones.
Tom Jones est une comédie lyrique (ou comédie mêlée d'ariettes) en trois actes de François-André Danican Philidor créée au Théâtre italien de Paris le 27 février 1765. Le livret d'Antoine-Alexandre-Henri Poinsinet  est inspiré du roman éponyme de Henry Fielding publié en 1749.
Malgré une représentation le 30 mars 1765 devant le Roi à Versailles (salle de la Comédie), la pièce est un échec  mais Philidor fait réviser le livret par Michel-Jean Sedaine et cette nouvelle version, créée le 30 janvier 1766 toujours à la Comédie-Italienne, devient un des plus populaires opéras-comiques de la fin du XVIIIe siècle. Il est ainsi représenté dans de nombreux pays étrangers et traduit en allemand, suédois et russe.

## Synopsis
L'action se situe pour les deux premiers actes au château des Western, pour l'acte III à l’hôtellerie d'Upton.

## Distribution de la création
| Rôle                                   | Typologie vocale | Théâtre italien de Paris, 27 février 1765 |
| -------------------------------------- | ---------------- | ----------------------------------------- |
| Monsieur Western                       | basse            | Joseph Caillot                            |
| Madame Western, sa sœur                | mezzo-soprano    | Mme Bérard                                |
| Sophie Western, sa fille               | soprano          | Eulalie Desglands                         |
| Honora, bonne de Sophie                | soprano          | Marie-Thérèse Laruette                    |
| Alworthy, voisin des Western           | ténor            | Antoine Trial                             |
| Tom Jones, orphelin élevé par Alworthy | ténor            | Clairval                                  |
| Blifil, neveu d'Alworthy               | ténor            | Jean-Louis Laruette                       |
| Dowling, quaker                        | rôle parlé       | de Hesse                                  |
| La maîtresse de l'hôtellerie d'Upton   | rôle parlé       | Bognioli                                  |
| Piqueurs, valets, buveurs              |                  |                                           |

## Composition de l'orchestre
- Violons 1 et 2, altos, violoncelles, contrebasses
- 2 hautbois, basson, 2 cors en fa

## Enregistrements
- Tom Jones, avec Sébastien Droy, Sophie Marin-Degor, Marc Barrard, Sibyl Zanganelli, Carine Séchehaye, Rodolphe Briand, Léonard Pezzino et Guillaume Michel, Sinfonietta de Lausanne, Jean-Claude Malgoire (dir.) - Dynamic 33509 (DVD) / CDS509 (CD)